# Luigi Carlo di Borbone-Orléans
Luigi Carlo di Orléans, conte di Beaujolais (Parigi, 7 ottobre 1779 – Malta, 30 maggio 1808), era il figlio minore del duca d'Orléans Luigi Filippo II di Borbone-Orléans e fratello del futuro re Luigi Filippo di Francia.

## Biografia
Principe del sangue, nel 1781 gli fu assegnata come governante la contessa de Genlis e due anni dopo l'abate Mariottini, nipote del nunzio apostolico in Francia, divenne il suo precettore, ma si dimise nel 1786 dopo un conflitto con madame de Genlis. Luigi Carlo allora passò sotto l'insegnamento di monsieur Barrois, e a dieci anni a quello del vice governatore Lebrun.
Nel mese di aprile del 1793 Luigi Carlo fu arrestato con suo padre e incarcerato nel Fort-Saint-Jean a Marsiglia: durante la prigionia contrasse la tubercolosi, malattia che alla fine lo uccise. Il padre fu ghigliottinato nel mese di novembre del 1793 ma Luigi Carlo rimase incarcerato fino all'agosto del 1796, quando il Direttorio lo esiliò assieme a fratello Antonio a Filadelfia. L'incaricato d'affari francesi nella città depositò a suo nome una pensione annuale di 15.000 franchi.
Nel mese di febbraio 1797 Luigi Carlo ed Antoine vennero raggiunti a Filadelfia dal loro fratello maggiore Luigi Filippo Duca di Chartres: andarono a New York, a Boston, a nord nel Maine e a sud a Nashville.
Nel mese di settembre 1797 Luigi Carlo ed i suoi fratelli seppero che la loro madre era esiliata in Spagna e per questo decisero di tornare in Europa. Andarono a New Orleans, progettando di salpare per Cuba e di lì in Spagna, ma la nave su cui si imbarcarono fu catturata da una nave da guerra britannica nel golfo del Messico. I Britannici rilasciarono i tre fratelli, ma li rimandarono all'Avana dove, incapaci di trovare un passaggio in Europa, vissero un anno, fino a quando non furono espulsi dalle autorità spagnole. Si imbarcarono, passando dalle Bahamas, verso la Nuova Scozia, da qui a New York e nel mese di gennaio del 1800, infine, arrivarono in Inghilterra, prendendo residenza a Twickenham, fuori Londra.
Nel mese di settembre del 1804 Luigi Carlo si arruolò nella marina inglese, ma la sua salute gli impedì la carriera militare. In ottobre lui ed i suoi fratelli presero parte a una breve spedizione al litorale francese: furono cannoneggiati dalle batterie francesi a Boulogne ma poterono ritirarsi senza danni.
Nel 1808, nel tentativo di giovare alla salute del fratello malato, Luigi Filippo accompagnò Luigi Carlo in un viaggio a Gibilterra, in Sicilia e Malta, ma sempre più malato, si spense due settimane dopo essere sbarcato sull'isola. Il funerale si svolse il 3 giugno e dieci anni dopo il suo corpo fu inumato nella concattedrale di San Giovanni a La Valletta. James Pradier progettò e scolpì la tomba, una cui replica si trova a Dreux.
Il ritratto di Luigi Carlo di Borbone-Orléans è stato dipinto postumo nel 1818 da Albert Grégorius e da Charles-Francois Phelippes (ora si trovano nel Palais-Royal). Un altro ritratto è stato dipinto nel 1835 da Amédée Fauré, e ora si trova nel castello d'Eu. Ci sono copie di tutti e tre i ritratti nel palazzo di Versailles.

## Antenati
|                                                     |                                              |                                    | Genitori                                |  |  | Nonni |  |  | Bisnonni                 |  |  | Trisnonni                     |  |
|                                                     |                                              |                                    |                                         |  |  |       |  |  | Luigi di Borbone-Orléans |  |  | Filippo II di Borbone-Orléans |  |
|                                                     |                                              |                                    |                                         |  |  |       |  |  | Luigi di Borbone-Orléans |  |  | Filippo II di Borbone-Orléans |  |
|                                                     |                                              | Francesca Maria di Borbone-Francia |                                         |  |  |       |  |  | Luigi di Borbone-Orléans |  |  |                               |  |
| Luigi Filippo I di Borbone-Orléans                  |                                              |                                    |                                         |  |  |       |  |  | Luigi di Borbone-Orléans |  |  |                               |  |
|                                                     |                                              | Augusta di Baden-Baden             | Luigi Guglielmo di Baden-Baden          |  |  |       |  |  |                          |  |  |                               |  |
|                                                     |                                              | Augusta di Baden-Baden             | Luigi Guglielmo di Baden-Baden          |  |  |       |  |  |                          |  |  |                               |  |
|                                                     |                                              | Augusta di Baden-Baden             | Sibilla Augusta di Sassonia-Lauenburg   |  |  |       |  |  |                          |  |  |                               |  |
| Luigi Filippo II di Borbone-Orléans                 |                                              | Augusta di Baden-Baden             |                                         |  |  |       |  |  |                          |  |  |                               |  |
|                                                     |                                              | Luigi Armando II di Borbone-Conti  | Francesco Luigi di Borbone-Conti        |  |  |       |  |  |                          |  |  |                               |  |
|                                                     |                                              | Luigi Armando II di Borbone-Conti  | Francesco Luigi di Borbone-Conti        |  |  |       |  |  |                          |  |  |                               |  |
|                                                     |                                              | Luigi Armando II di Borbone-Conti  | Maria Teresa di Borbone-Condé           |  |  |       |  |  |                          |  |  |                               |  |
| Luisa Enrichetta di Borbone                         |                                              | Luigi Armando II di Borbone-Conti  |                                         |  |  |       |  |  |                          |  |  |                               |  |
|                                                     |                                              | Luisa Elisabetta di Borbone-Condé  | Luigi III di Borbone-Condé              |  |  |       |  |  |                          |  |  |                               |  |
|                                                     |                                              | Luisa Elisabetta di Borbone-Condé  | Luigi III di Borbone-Condé              |  |  |       |  |  |                          |  |  |                               |  |
|                                                     |                                              | Luisa Elisabetta di Borbone-Condé  | Luisa Francesca di Borbone              |  |  |       |  |  |                          |  |  |                               |  |
| Luigi Carlo d'Orléans                               |                                              | Luisa Elisabetta di Borbone-Condé  |                                         |  |  |       |  |  |                          |  |  |                               |  |
|                                                     | Luigi Alessandro di Borbone, conte di Tolosa | Luigi XIV di Francia               |                                         |  |  |       |  |  |                          |  |  |                               |  |
|                                                     | Luigi Alessandro di Borbone, conte di Tolosa | Luigi XIV di Francia               |                                         |  |  |       |  |  |                          |  |  |                               |  |
|                                                     | Luigi Alessandro di Borbone, conte di Tolosa | Françoise-Athénaïs di Montespan    |                                         |  |  |       |  |  |                          |  |  |                               |  |
| Luigi Giovanni Maria di Borbone, Duca di Penthièvre | Luigi Alessandro di Borbone, conte di Tolosa |                                    |                                         |  |  |       |  |  |                          |  |  |                               |  |
|                                                     |                                              | Marie Victoire de Noailles         | Anne Jules di Noailles                  |  |  |       |  |  |                          |  |  |                               |  |
|                                                     |                                              | Marie Victoire de Noailles         | Anne Jules di Noailles                  |  |  |       |  |  |                          |  |  |                               |  |
|                                                     |                                              | Marie Victoire de Noailles         | Marie-Françoise de Bournonville         |  |  |       |  |  |                          |  |  |                               |  |
| Luisa Maria Adelaide di Borbone                     |                                              | Marie Victoire de Noailles         |                                         |  |  |       |  |  |                          |  |  |                               |  |
|                                                     |                                              | Francesco III d'Este               | Rinaldo d'Este                          |  |  |       |  |  |                          |  |  |                               |  |
|                                                     |                                              | Francesco III d'Este               | Rinaldo d'Este                          |  |  |       |  |  |                          |  |  |                               |  |
|                                                     |                                              | Francesco III d'Este               | Carlotta Felicita di Brunswick-Lüneburg |  |  |       |  |  |                          |  |  |                               |  |
| Maria Teresa d'Este                                 |                                              | Francesco III d'Este               |                                         |  |  |       |  |  |                          |  |  |                               |  |
|                                                     |                                              | Carlotta Aglae di Borbone-Orléans  | Filippo II di Borbone-Orléans           |  |  |       |  |  |                          |  |  |                               |  |
|                                                     |                                              | Carlotta Aglae di Borbone-Orléans  | Filippo II di Borbone-Orléans           |  |  |       |  |  |                          |  |  |                               |  |
|                                                     |                                              | Carlotta Aglae di Borbone-Orléans  | Francesca Maria di Borbone              |  |  |       |  |  |                          |  |  |                               |  |
|                                                     |                                              | Carlotta Aglae di Borbone-Orléans  |                                         |  |  |       |  |  |                          |  |  |                               |  |

## Titoli e trattamento
- 17 ottobre 1779 - 30 maggio 1808 Sua Altezza Serenissima il Conte di Beaujolais